# ناکانه ماساموری
ناکانه ماساموری (به ژاپنی: 中根 正盛 なかね まさもり)، تولد ۱۵۸۸ - مرگ ۱۶۶۶ میلادی- یک هاتاموتو از شوگون سالاری توکوگاوا بود. موقعیت او اومه‌تسوکه (مقام امنیتی) بود. مقام رسمی ایکی نو کامی یا فرماندار ولایت ایکی بود.
در سال ۱۶۳۷، شورش شیمابارا آغاز شد. ناکانه زیردستان خود را فرستاد تا تحرکات ارتش شورشی را به تفصیل بررسی کنند. گزارشی وجود دارد مبنی بر اینکه گروهی از نینجاهای کوگا زیر نظر ماتسودایرا نوبوتسونا به قلعه هارا، جایی که ارتش قیام در آن مستقر شده بود، نفوذ کردند و تأیید کردند که غذای کمی در قلعه باقی مانده است و گفته می‌شود که این آخرین باری است که یک نینجا در یک نبرد فعال بود.